# Smaragdia paulucciana
Smaragdia paulucciana is een slakkensoort uit de familie van de Neritidae. De wetenschappelijke naam van de soort is voor het eerst geldig gepubliceerd in 1870 door Gassies.